# Медаль «За Американську кампанію»
Медаль «За Американську кампанію» (англ. American Campaign Medal) — військова нагорода, медаль Збройних сил США для заохочення військовослужбовців країни, що билися на Американському театрі дії за часів Другої світової війни. Нагорода була заснована 6 листопада 1942 року Указом Президента США Ф. Рузвельта № 9265.

## Історія
Медаль «За Американську кампанію» була заснована Указом Президента США Ф. Рузвельта № 9265 від 6 листопада 1942 року та положення про неї офіційно опубліковане у бюлетені військового міністерства США № 56 від 1942 року. Медаллю нагороджувалися ті військовослужбовці армії США, хто в період з 7 грудня 1941 року по 2 березня 1946 року служив на суходолі, кораблях на території Сполучених Штатів або протягом 30 днів за її межами і брав участь у бойових діях. Першим нагородженим цією нагородою став генерал армії Джордж Маршалл.